# حسینیه زرگرها
حسینیه زرگرها مربوط به اواخر دوره قاجار است و در سبزوار، محله زرگرها واقع شده و این اثر در تاریخ ۸ مرداد ۱۳۸۱ با شمارهٔ ثبت ۵۹۶۶ به‌عنوان یکی از آثار ملی ایران به ثبت رسیده است.